# Doug Davison
Doug Davison est un producteur de cinéma américain, originaire de Washington DC.

## Biographie
Il fait ses études au Hamilton College de Clinton (État de New York), où il obtient son diplôme de littérature anglaise.
Il démarre au cinéma en tant qu'assistant de plateau sur le film Une journée en enfer de John McTiernan. Il continue comme analyste de scénario pour la New Line Cinema.
En 2001, il traverse les États-Unis pour la Californie, où il est directeur du développement, puis Président de la production de Mad Chance, où il coproduit le film Crève, Smoochy, crève !, réalisé par Danny DeVito. Toujours dans la même société de production, Doug participe au développement des films Space Cowboys de Clint Eastwood, Comme chiens et chats de Lawrence Guterman et Confessions d'un homme dangereux de George Clooney.
Il fonde, en 2001, la société de production Vertigo Entertainment avec Roy Lee afin de produire aux États-Unis des remakes de films asiatiques. Ils débutent par Le Cercle, remake du film Ring, qui fait un énorme succès international (recette de 250 millions de $). Le second opus aura un succès équivalent.

## Filmographie

### Producteur/Producteur délégué/Coproducteur
- 2002 :  Crève, Smoochy, crève ! (Death to Smoochy) de Danny DeVito
- 2002 :  Le Cercle (The Ring) de Gore Verbinski
- 2004 :  The Grudge de Takashi Shimizu
- 2005 :  Le Cercle 2 (The Ring Two) d'Hideo Nakata
- 2005 :  Dark Water de Walter Salles
- 2006 :  Antartica, prisonniers du froid (Eight Below) de Frank Marshall
- 2006 :  Entre deux rives (The Lake House) d'Alejandro Agresti
- 2006 :  Les Infiltrés (The Departed) de Martin Scorsese
- 2006 :  The Grudge 2 de Takashi Shimizu
- 2007 :  I'm from Rolling Stone (en) (Série télévisée - 10 épisodes)
- 2007 :  Invasion (The Invasion) d'Oliver Hirschbiegel et James McTeigue
- 2008 :  Assassinat d'un président (Assassination of a High School President de Brett Simon (en)
- 2008 :  The Eye de David Moreau et Xavier Palud
- 2008 :  Spirits (Shutter) de Masayuki Ochiai
- 2008 :  The Echo (en) de Yam Laranas (en)
- 2008 :  The Strangers de Bryan Bertino
- 2008 :  My Sassy Girl d'Yann Samuell
- 2008 :  En quarantaine (Quarantine) de John Erick Dowdle
- 2009 :  Possession de Joel Bergvall (en)  et Simon Sandquist
- 2009 :  A Tale of Two Sisters (The Uninvited) de Charles et Thomas Guard
- 2009 :  The Grudge 3 de Toby Wilkins (Vidéo)
- 2010 :  Dragons (How to Train Your Dragon) de Dean DeBlois et Chris Sanders (Animation)
- 2011 :  En quarantaine 2 (Quarantine 2: Terminal) de John Pogue (en)
- 2011 :  La Colocataire (The Roommate) de Christian E. Christiansen (en)
- 2011 :  Identité secrète de John Singleton
- 2011 :  The Incident (en) d'Alexandre Courtès
- 2013 :  Old Boy de Spike Lee
- 2014 :  Dragons 2 (How to Train Your Dragon 2) de Dean DeBlois (Animation)
- 2017 :  Barry Seal: American Traffic de Doug Liman
- 2018 : The Strangers: Prey at Night
- 2019 :  Dragons 3 (How to Train Your Dragon 3) de Dean DeBlois (Animation)
- 2019 :  Chaos Walking de Doug Liman